# Westdorpe
Westdorpe ist ein niederländisches Dorf in der Gemeinde Terneuzen innerhalb der Provinz Zeeland. Es liegt 31 km südöstlich von Vlissingen.

## Geschichte
Es wird erstmals im Jahr 1545 als Westdorp erwähnt, übersetzt bedeutet dies „westliches Dorf“ wobei die Himmelsrichtung aus Perspektive von Axel gemeint ist. Vorher stand an derselben Stelle ein anderes Dorf, welches jedoch ebenfalls im Jahr 1545 bei einer Flut komplett zerstört wurde. Ab 1570 wurde es wieder neu erbaut und nach Südwesten ausgerichtet. Als Teil des niederländischen Aufstands im Jahr 1586 wurde es inundiert. Das heutige Westdorpe datiert auf das Jahr 1674 zurück, als das Gebiet gepoldert wurde. Es war Teil der spanischen Niederlande bis 1644 von der Republik der Sieben Vereinigten Provinzen eingenommen wurde.
Die Mariä-Heimsuchung-Kirche wurde im Jahr 1887 erbaut und im Jahr 1940 gesprengt sowie anschließend im Jahr 1947 neu aufgebaut. Es ist eine Drei-Schiffige-Kirche mit einem separat stehendem Turm. Es gab einmal drei verschiedene Brauereien in dem Dorf.
Im Jahr 1840 beheimatet das Dorf 1410 Menschen. Bis 1970 war es eigenständig und wurde danach mit Sas van Gent zusammengeschlossen. Seit 2003 ist dieses wiederum Teil der Gemeinde Terneuzen.

## Bekannte Persönlichkeiten
- Ed van Dommelen (1934–2021), Politiker und Bürgermeister von Huijbergen.[5]

## Galerie

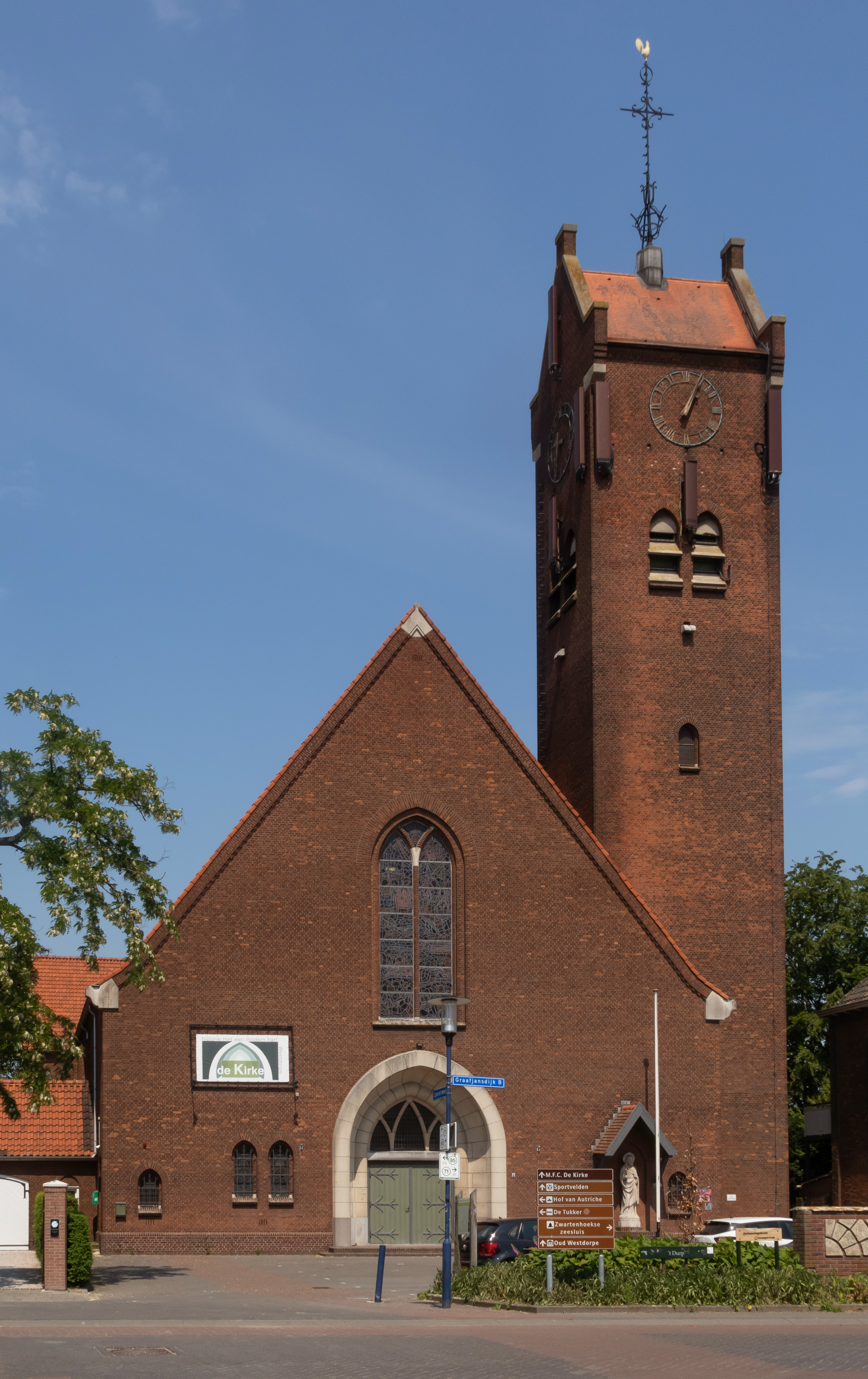
Mariä-Heimsuchung-Kirche
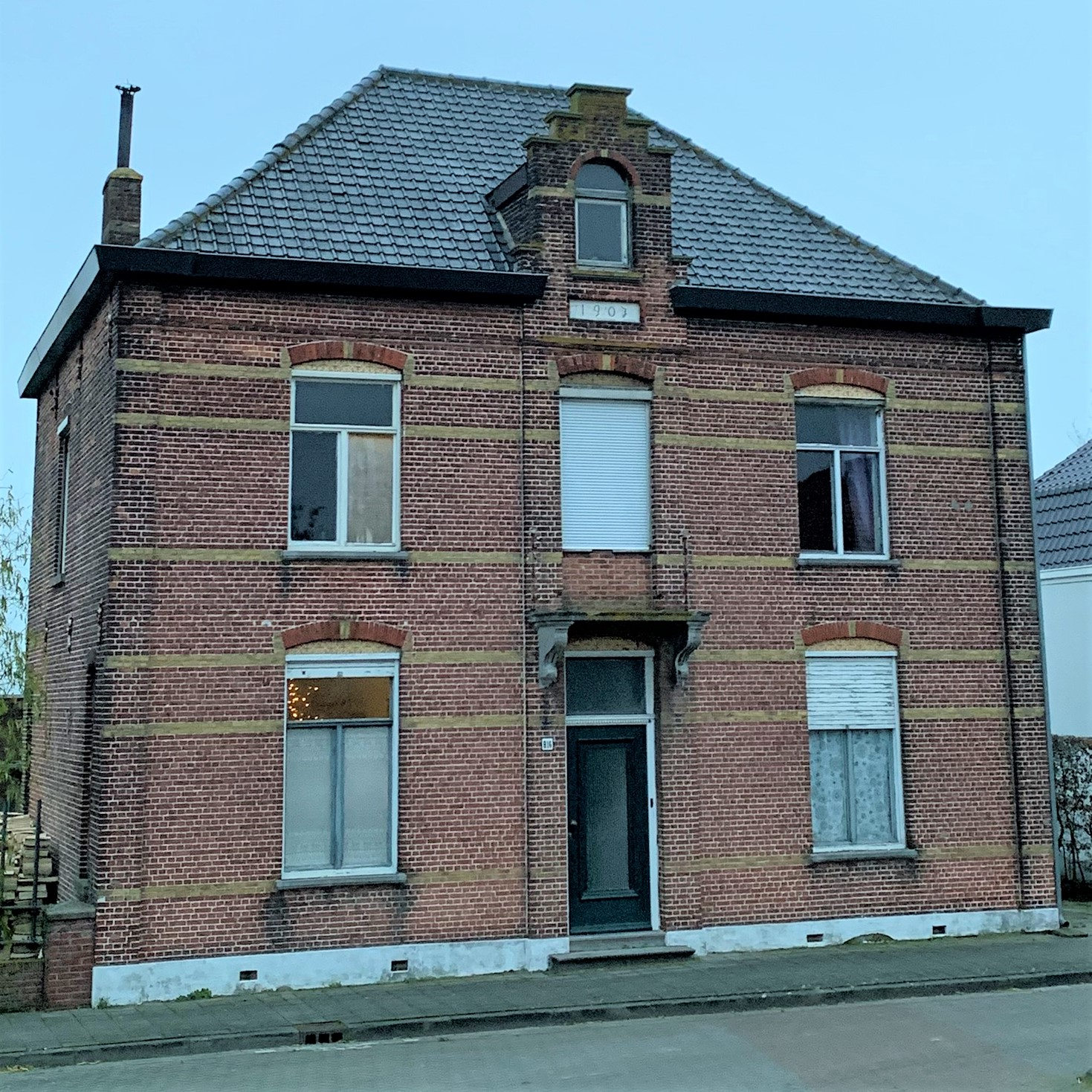
Haus in Westdorpe
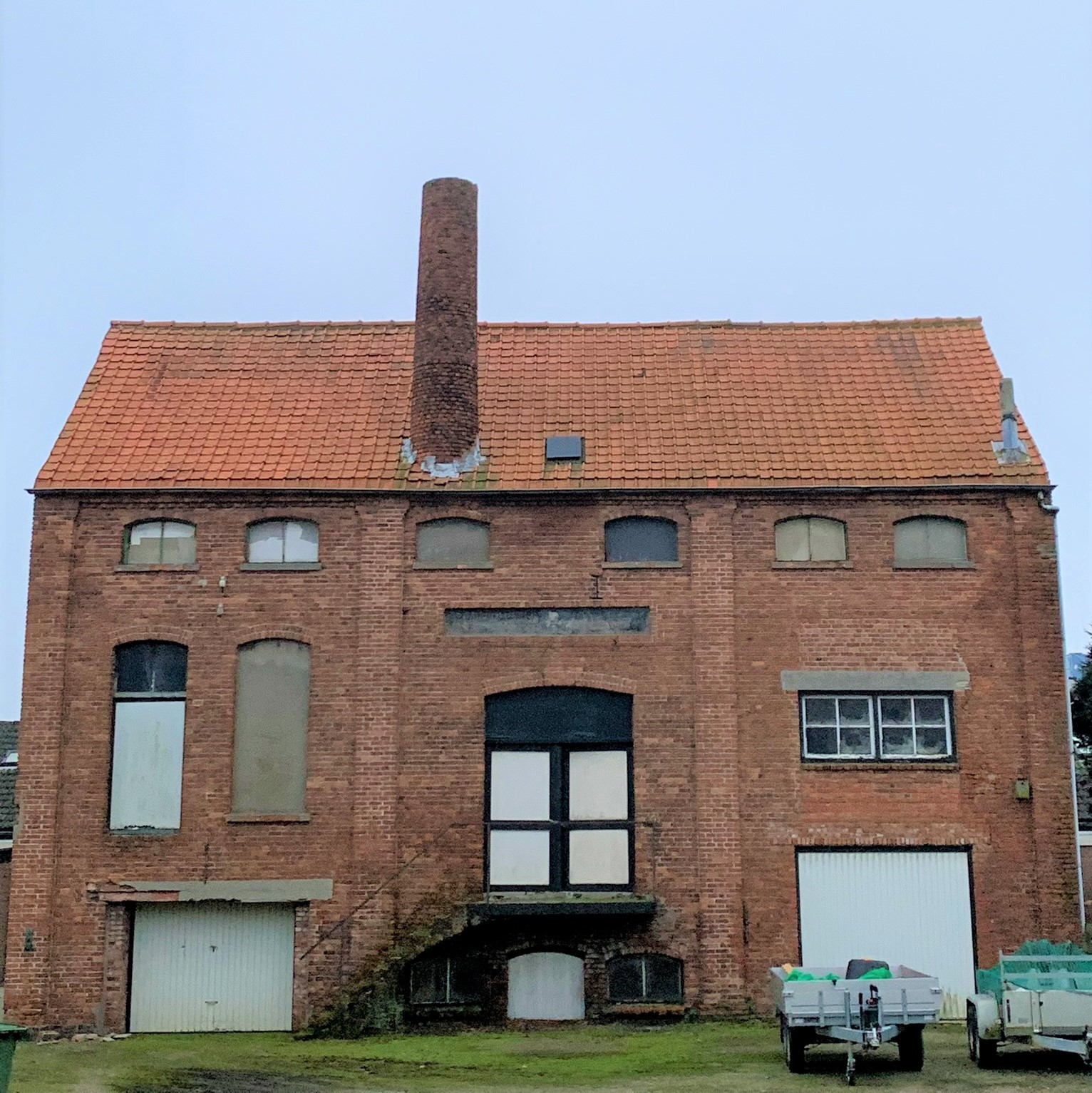
Frühere Bier-Brauerei De Witte Leeuw
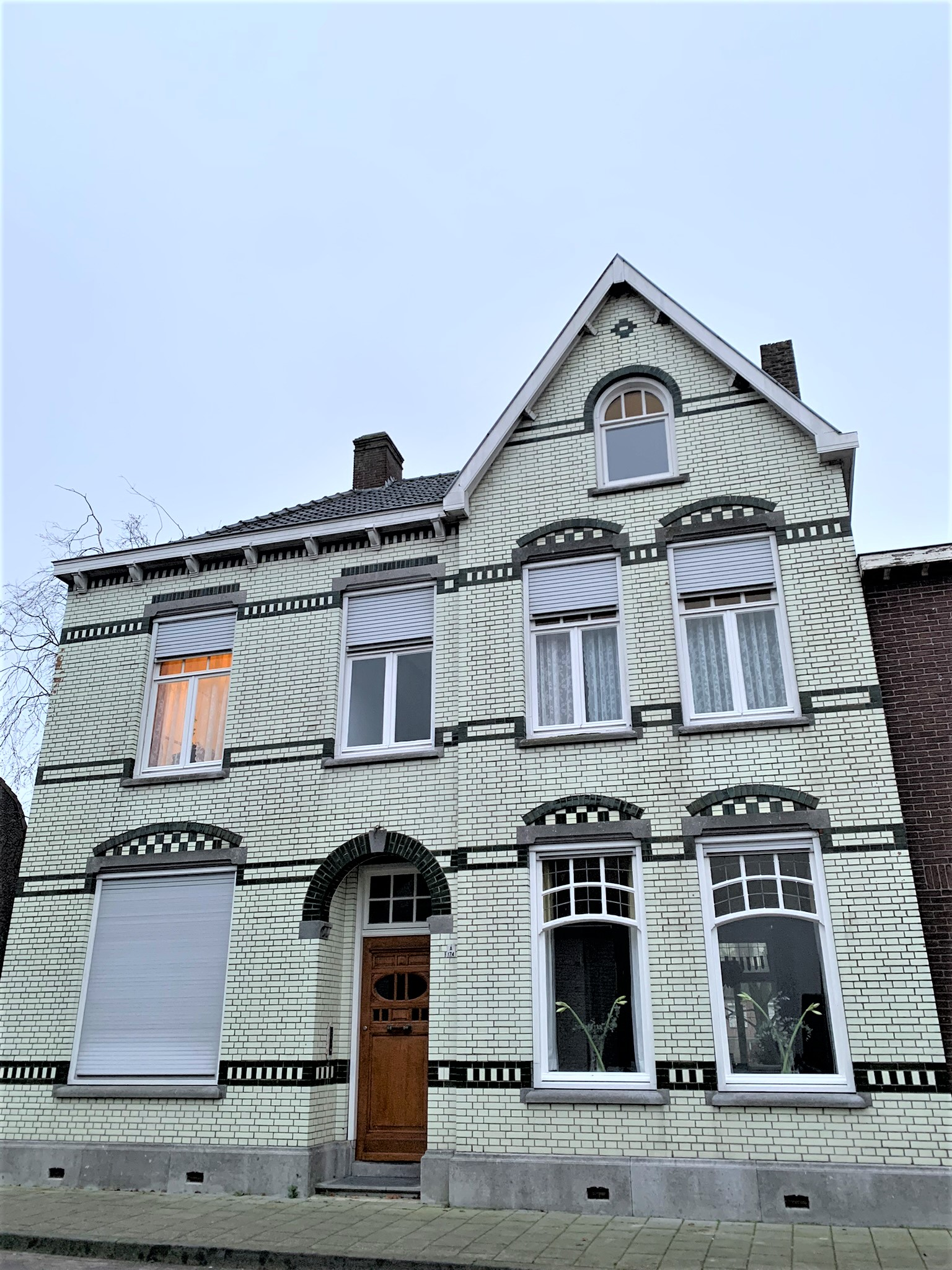
Haus in Westdorpe